# Clarke & Clarke

Clarke & Clarke (англ. Clarke & Clarke) — британська фабрика, що спеціалізується на виготовленні шпалер. Заснована у 1999 році. Розташована у м. Геслінгден, Ланкашир. Очолюють компанію брати Дункан і Лі Кларк. Окрім шпалер, компанія також виробляє текстиль, меблі, світильники та предмети інтер'єру.
Асортимент Clarke & Clarke нараховує близько 90 колекцій тканин та настінних покриттів у класичному та сучасному стилях. Продукція складається із тканинного та друкованого текстилю, а також декоративних шпалер, дизайн яких узгоджений із колекціями тканин. Дизайнери створюють флізелінові шпалери комбінуючи різні техніки, кольори і фактури. Компанія Clarke & Clarke використовує різні способи друку, застосовується скляна та металева крихта тощо.
Компанія Duralee (одне із найбільших текстильних підприємств США) стала партнером Clarke & Clarke та є ексклюзивним дистриб'ютором її продукції. Продукція компанії продається у більше ніж 60 країнах світу.